# Nervo subescapular superior
O nervo subescapular superior entra pela parte superior no músculo subescapular, e é frequentemente representado por dois ramos. É derivado de fibras nervosas de C5 e C6, e se ramifica dos cordão posterior do plexo braquial. Ele inerva a parte superior do músculo subescapular.

## Imagens adicionais

Plexo braquial
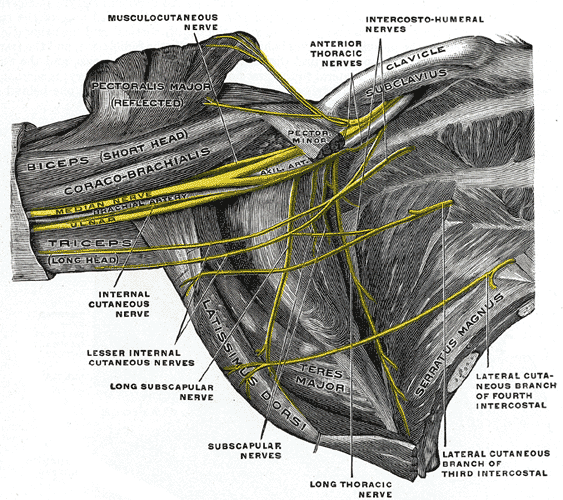
Plexo braquial direito na fossa axilar.